# Sanguniszki
Sanguniszki (lit. Saugūniškės) – wieś na Litwie, w okręgu wileńskim, w rejonie wileńskim, w gminie Mejszagoła.

## Historia
W Rzeczypospolitej Obojga Narodów leżały w województwie wileńskim, w powiecie wileńskim. Odpadły od Polski w wyniku III rozbioru.
Pod zaborami wieś i majątek ziemski. Należały do parafii w Suderwie, później przejęte przez skarb carski. W XIX i w początkach XX w. położone były w Rosji, w guberni wileńskiej, w powiecie wileńskim, w gminie Mejszagoła. Po I wojnie światowej pod administracją polską, w Zarządzie Cywilnym Ziem Wschodnich. W latach 1920–1922 w składzie Litwy Środkowej.
Od 11 kwietnia 1922 leżały w Polsce, w województwie wileńskim, w powiecie wileńsko-trockim, w gminie Mejszagoła. W 1931 miejscowość liczyła 91 mieszkańców, zamieszkałych w 19 budynkach. W II Rzeczypospolitej klasyfikowane jako kolonia.
Po II wojnie światowej w granicach Związku Sowieckiego. Od 1991 na niepodległej Litwie.

## Ludzie związani z miejscowością
- Henryk Tomaszewicz – polski hydrobotanik; urodzony w Sanguniszkach